# 蒙費拉托侯國
蒙費拉托侯國（義大利語：Marchesato del Monferrato），存在於中世紀義大利的一個侯國，首都位於卡薩萊蒙費拉托。

## 侯爵列表

### 亞勒拉米契家族
- 亞勒拉莫（英语：Aleramo, Marquis of Montferrat），967年至991年在位
- 古列爾莫三世（英语：William III, Marquis of Montferrat），991年至1042年在位
- 歐托內二世（英语：Otto II, Marquis of Montferrat），1042年至1084年在位
- 古列爾莫四世（英语：William IV, Marquis of Montferrat），1084年至1100年在位
- 蘭尼埃里一世（英语：Rainier, Marquis of Montferrat），1100年至1135年在位
- 古列爾莫五世，1136年至1191年在位
- 科拉多一世，1191年至1192年在位
- 波尼法喬一世，1192年至1207年在位
- 古列爾莫六世（英语：William VI, Marquis of Montferrat），1207年至1225年在位
- 波尼法喬二世（英语：Boniface II, Marquis of Montferrat），1225年至1253年在位
- 古列爾莫七世，1253年至1292年在位
- 喬瓦尼一世（英语：John I, Marquis of Montferrat），1292年至1305年在位

### 巴列奧略家族
- 提歐多洛一世，1306年至1338年在位
- 喬瓦尼二世，1338年至1372年在位
- 歐托內三世（英语：Secondotto），1372年至1378年在位
- 喬瓦尼三世（英语：John III, Marquis of Montferrat），1378年至1381年在位
- 提歐多洛二世（英语：Theodore II, Marquis of Montferrat），1381年至1418年在位
- 喬瓦尼·賈科莫，1418年至1445年在位
- 喬瓦尼四世（英语：John IV, Marquis of Montferrat），1445年至1464年在位
- 古列爾莫八世（英语：William VIII, Marquis of Montferrat），1464年至1483年在位
- 波尼法喬三世（英语：Boniface III, Marquis of Montferrat），1483年至1494年在位
- 古列爾莫九世（英语：William IX, Marquis of Montferrat），1494年至1518年在位
- 波尼法喬四世（英语：Boniface IV, Marquis of Montferrat），1518年至1530年在位
- 喬萬尼·喬吉奧，1530年至1533年在位
- 瑪格麗塔（英语：Margaret Paleologa），1533年至1536年在位

### 貢扎加家族
- 費德里科，1533年至1540年在位
- 法蘭切斯科，1540年至1550年在位
- 古列爾莫十世，1550年至1574年在位